# Damas (informační systém)
Damas MMS (Market Management System) je informační systém, který poskytuje platformu pro řízení trhu (anglicky market management information system; MMIS) pro energetické podniky a veřejné služby (utility). Damas byl navržen a vyvinut jako řešení pro správu obchodních procesů provozovatelů elektrických přenosových soustav a plynových přenosových soustav a dalším subjektům podílejícím se na organizaci energetických trhů.

## Funkce
Hlavními funkcemi jsou nástroj pro práci s daty v časových řadách, konfigurovatelné výpočetní jádro a automatizované řízení procesů. Platforma má umožňovat vytvářet specializované aplikace bez programování pomocí konfiguračních nástrojů.

## Damas MMS:E
Damas MMS:E je informační systém určený pro potřeby provozovatelů přenosových soustav, HVDC interkonektorů a operátorů trhu, kteří působí v prostředí otevřeného trhu s energiemi. Platforma podporuje tržní procesy provozovatelů přenosových soustav a tržních operátorů v následujících oblastech: systémové služby, přenosové služby a zúčtovací služby.[zdroj?]

### Funkce
Mezi hlavní funkce platformy Damas MMS:E patří provozní plánování s využitím dat reálného času. Platforma podporuje řízení bilance soustavy pomocí podpůrných služeb, přeshraniční přenosy energií a správu úzkých míst.V roce 2017 byl informační systém Damas použit ukrajinským národním provozovatelem elektroenergetické přenosové soustavy Ukrenergo v rámci reformy ukrajinského energetického systému. Podporuje standardy ENTSO-E. Damas MMS:E Umožňuje registraci kontraktů, vyhodnocování a zúčtování odchylek a propojení s Microsoft Office.[zdroj?]

## Damas MMS:G
Damas MMS:G je informační systém určený pro organizaci trhů s plynem a pro provozovatele přepravních soustav. Poskytuje podporu agendy pro provozovatele přepravní soustavy jako je primární a sekundární trh, řízení kapacit, CMP mechanismy, matchingový proces, bilancování, finanční vyrovnání, fakturace a reporting. Systém je integrovaný s kapacitními platformami (Prisma, GSA, RBP).[zdroj?]
Produktovou řadu doplňuje Inca, což je dispečerský systém navržený pro provozovatele HVDC (vysokonapěťový stejnosměrný systém) podmořských kabelů.[zdroj?]